# New England (Australia)
New England (Nuova Inghilterra) è il nome dato alla regione che si trova nel nord del Nuovo Galles del Sud, in Australia.
Armidale e Tamworth sono tradizionalmente i due principali centri abitati. Ad Armidale ha sede l'Università del New England, il primo ateneo fondato fuori da una capitale di stato, con molti parchi sparsi per la città. Tamworth, invece, è la capitale della musica country australiana e delle competizioni equestri. Oggigiorno la rapida crescita di centri costieri come Ballina, Coffs Harbour, e Port Macquarie hanno superato le due dell'entroterra.
Le aree interne vedono una ricca produzione di lana grezza, mentre quelle litoranee hanno una diffusa produzione agricola di tipo semi-tropicale (come ad esempio la coltivazione di canna da zucchero). La costiera settentrionale è nota come meta turistica, soprattutto le due città di Byron Bay e Murwillumbah.

## Geografia

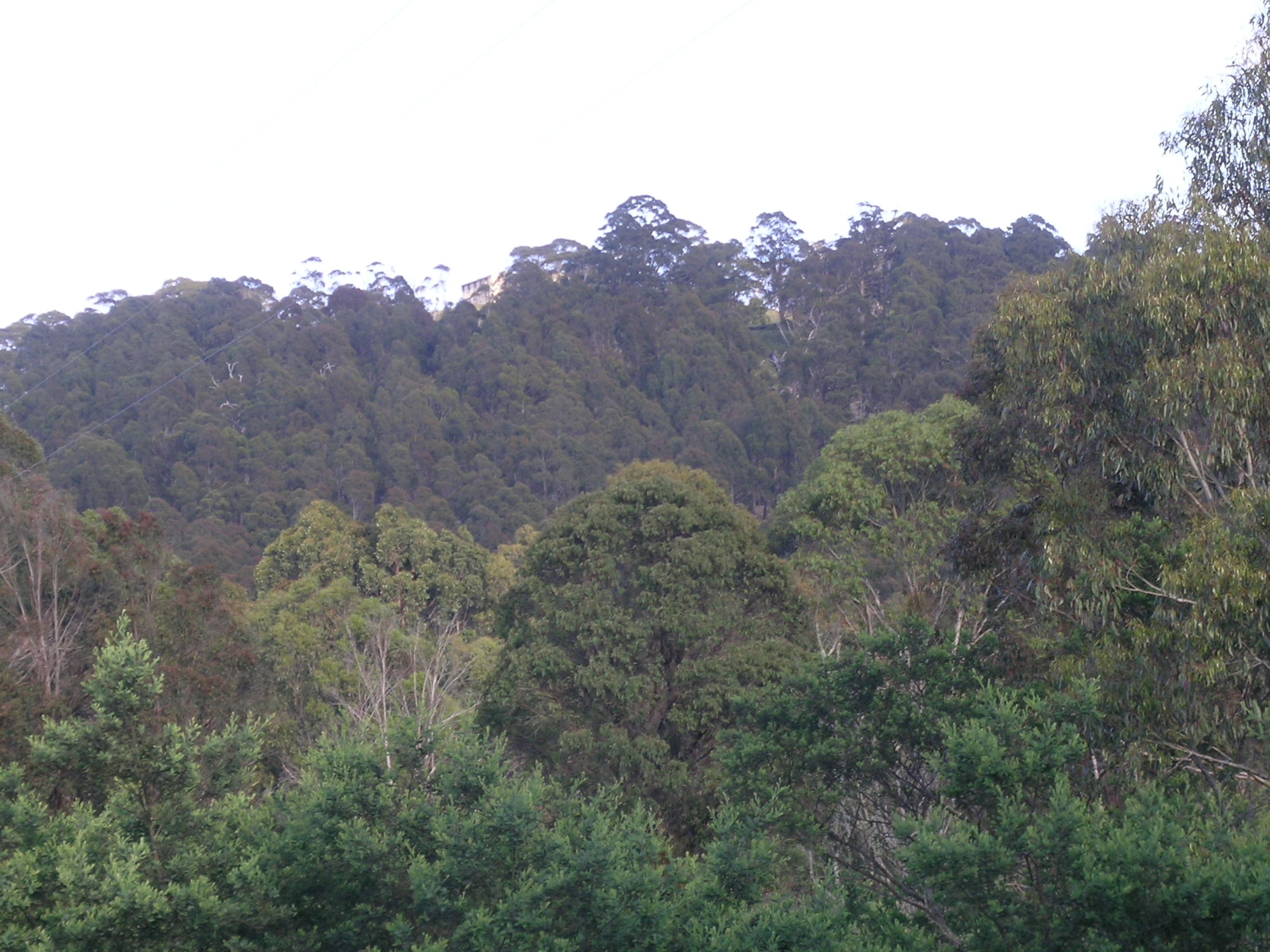
Round Mountain

Poiché i confini del New England non sono definiti, si possono dare diverse definizioni di questo termine.
La definizione più restrittiva è quella che individua il New England nei territori montuosi che formano parte della Grande Catena Divisoria, tra il Liverpool Range a sud e i confini del Queensland a nord. L'area include zone a oltre 800 metri sul livello del mare, con un caratteristico clima freddo, una caratteristica vegetazione ed un paesaggio caratterizzato da rocce granitiche. Questa regione montuosa è spesso indicata con i nomi di New England Tableland, New England Plateau (Altopiano del New England) o Northern Tablelands. Alcune zone raggiungono i 1000 metri sul livello del mare, toccando i 1600 m con Round Mountain. In questa definizione di New England, rientra un'area che comprende le città e i distretti di Tenterfiled, Glen Innes, Inverell, Armidale e Walcha.

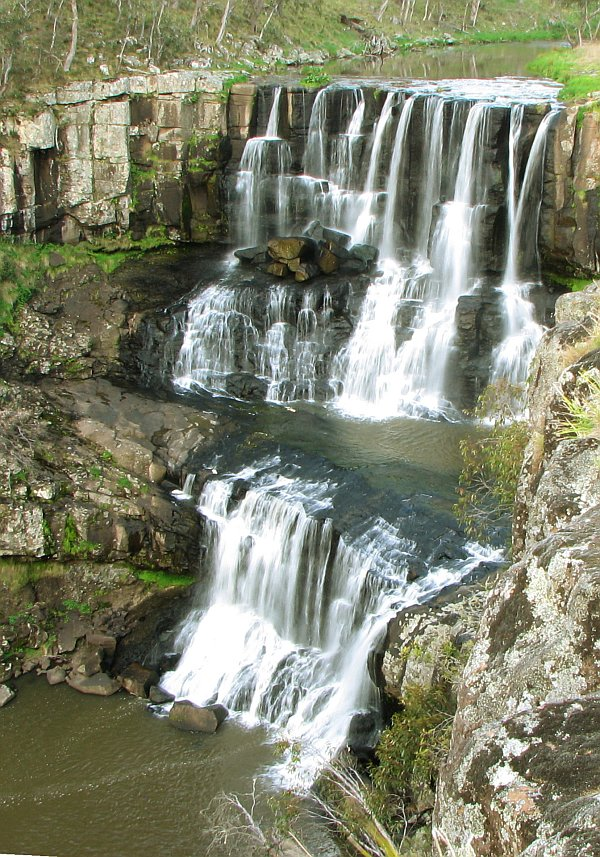
Cascate Ebor

Una definizione più estesa della regione del New England comprende anche le aree oltre le regioni montuose, ovvero i North West Slopes e i Liverpool Plains; le valli del fiume Gwydir e del Namoi e relativi affluenti; le collinette e le zone montuose della parte occidentale degli altipiani centrali del New England. Questa definizione comprende anche città e distretti come Moree, Narrabri, Gunnedah, Manilla, Tamworth, Quirindi. L'area denominata Granite Belt (cintura di granito), appartenente al Queensland, può essere inclusa nella regione del New England in quanto prosecuzione naturale del New England Plateau.
Nella sua definizione più vasta, il New England comprende i bassipiani costieri del nord del Nuovo Galles del Sud, conosciuti come North Coast o regione dei fiumi settentrionali, e città come Lismore e Grafton. Tuttavia, eccezion fatta per i casi in cui si chiese la creazione dello Stato del New England, solitamente questa regione non comprende la zona della North Coast.

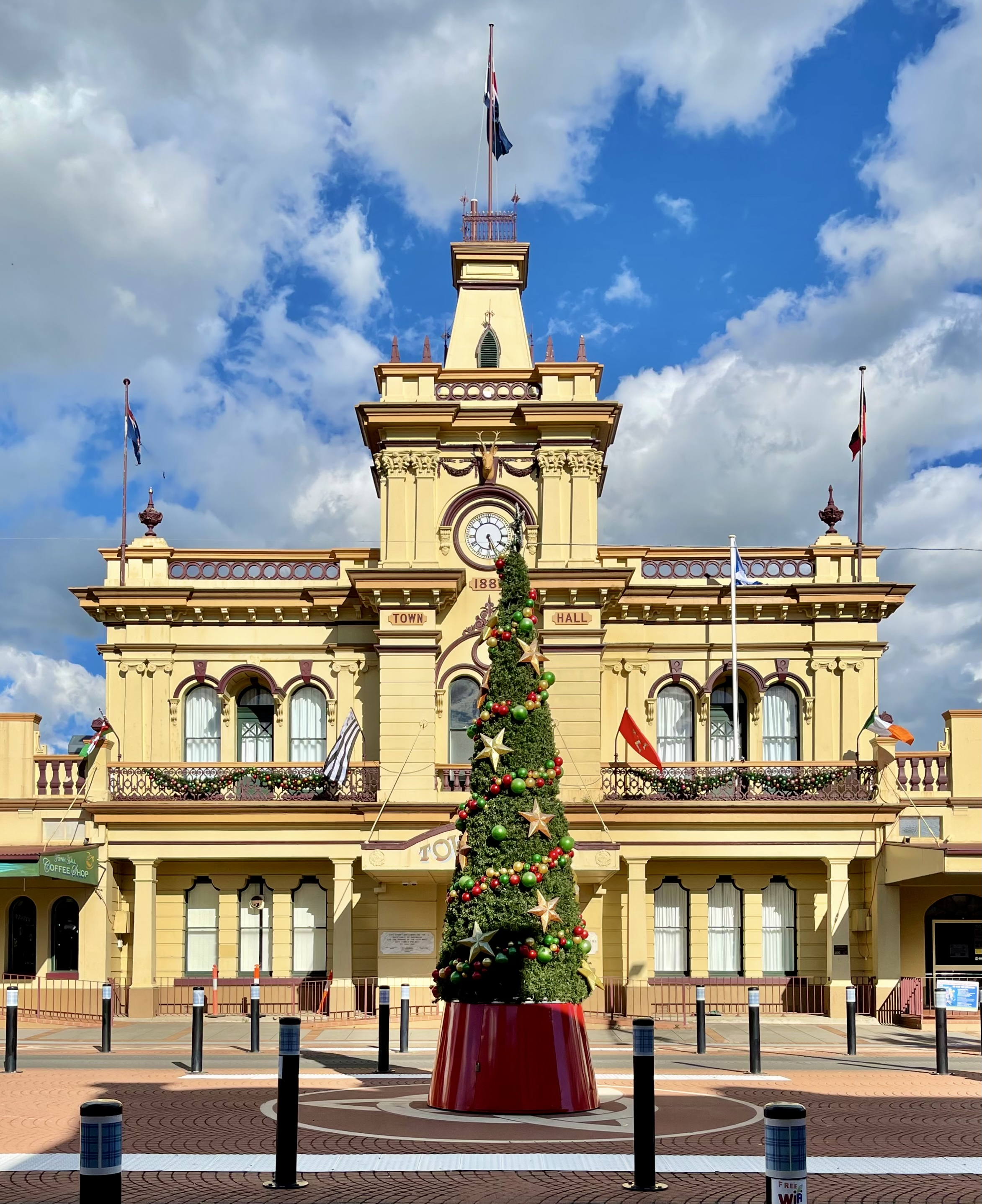
Town Hall, Glen Innes

Il New England è attraversato dalla New England highway (autostrada del New England), che, toccando Tamworth, Armidale, Glen Innes e Tenterfield, collega il Nuovo Galles del Sud con il Queensland. La Main North railway line (principale ferrovia settentrionale) è stato il primo collegamento ferroviario tra i due stati, ma è stata oggi abbandonata a nord di Armidale in favore della North Coastal railway line (ferrovia della costa settentrionale). Le Oxley Highway, Gwydir Highway, Waterfall Way e Bruxner Highway attraversano l'area del New England da ovest a est.
L'altopiano delle Northern Tablelands, che caratterizza la topografia della regione, è percorso nella sua parte orientale dalle sorgenti e dagli affluenti del fiume Clarence e del Macley, che in vari punti formano gole, come a Dorrigo, e cascate, come le cascate Ebor e le Wollomombi a est di Armidale. Vi sono numerosi parchi naturali nella regione, come il parco nazionale del New England, il secondo più antico parco naturale australiano, in cui si trova la seconda cima più alta del New England, Point Lookout.
Nella sua parte occidentale, l'altopiano è meno roccioso e percorso verso ovest dagli affluenti dei fiumi Severn, Namoi e Gwydir, che formano parte del bacino Murray-Darling. Sul fiume Gwydir si trova, inoltre, la diga Copeton, mentre nel bacino del Namoi si trovano le dighe Keepit, Chaffey e Split Rock. Nella zona montuosa, il principale gruppo è il Nandewar Range, che raggiunge il suo punto più elevato con il monte Kaputar, vicino a Narrabri.
Tra i parchi nazionali della regione orientale rientrano:
- parco nazionale di Washpool
- parco nazionale del fiume Guy Fawkes
- parco nazionale di Dorrigo
- parco nazionale di Cathedral Rock, dove si trova la cima più alta della regione, Round Mountain
- parco nazionale del New England
- parco nazionale di Oxley Wild Rivers
- parco nazionale di Werrikimbe

## Preistoria
La regione fu occupata per migliaia di anni da aborigeni, in particolare a ovest dai Kamilaroi. Nelle zone montuose si parlavano lingue ormai estinte, come l'Anaiwan (o Nganaywana), il Ngarrabal e il Marabal.

## Storia

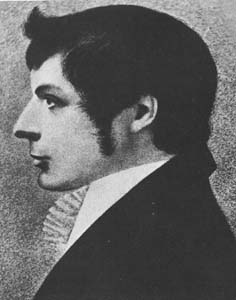
John Oxley

Il primo europeo che esplorò l'area del New England fu l'inglese John Oxley, che attraversò la parte meridionale del New England Range e scoprì Port Macquarie, cui diede il nome. Nel 1827 Allan Cunningham, percorrendo l'estremità occidentale del Range, raggiunse Darling Downs, nel Queensland e l'area fu aperta per gli insediamenti negli anni trenta, sebbene le zone semi-tropicali della costa non si svilupparono per molti anni.
Il 22 maggio 1839 il Distretto del New England fu così definito dalla Gazzetta: "Distretto del New England: delimitato a est da una linea verso nord che parte dalla cima del monte Werrikimber, all'inizio del fiume Hastings; a sud da una linea verso ovest dal monte Werrikimber alla Grande Catena Divisoria; a ovest dall'estremità occidentale della Grande Catena Divisoria, includendo il Tableland; a nord il confine non è definito."
Le stazioni di polizia del comando locale (LAC, Local Area Command) del New England sono: Armidale, Ashford, Bundarra, Deepwater, Delungra, Emmaville, Glen Innes, Guyra, Inverell, Tenterfield, Tingha, Uralla e Yetman. Bendemeer, Nowendoc, Walcha e Walcha Road appartengono al LAC di Oxley.

## Movimento per il nuovo stato
Vi sono stati numerosi tentativi di costituire il New England come un nuovo Stato all'interno del Commonwealth australiano, soprattutto nei periodi in cui il partito laburista australiano governava il Nuovo Galles del Sud. Negli anni trenta e negli anni sessanta del Novecento il Movimento per il nuovo stato del New England promosse la separazione del New England dal Nuovo Galles del Sud, appoggiato dal Partito nazionale d'Australia che sperava di riuscire a governare questo nuovo Stato.
Il 29 aprile 1967 si tenne nella regione un referendum per il distaccamento dal Nuovo Galles del Sud, nel quale i 'no' vinsero con il 54% dei voti.
Il Capitolo VI della Costituzione Australiana concede la formazione di nuovi stati, ma solo dietro consenso dello Stato in questione. Il Nuovo Galles del Sud non ha mai espresso simili intenzioni nei confronti del New England.

## Galleria d'immagini

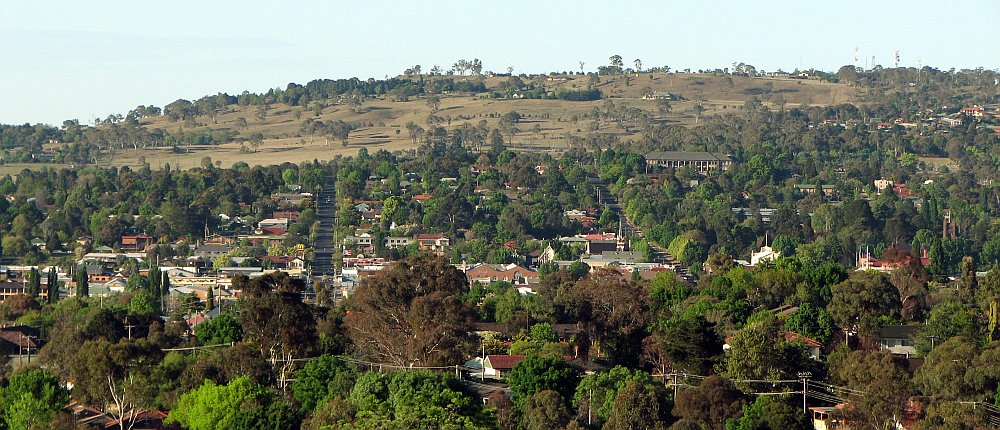
Panorama di Armidale
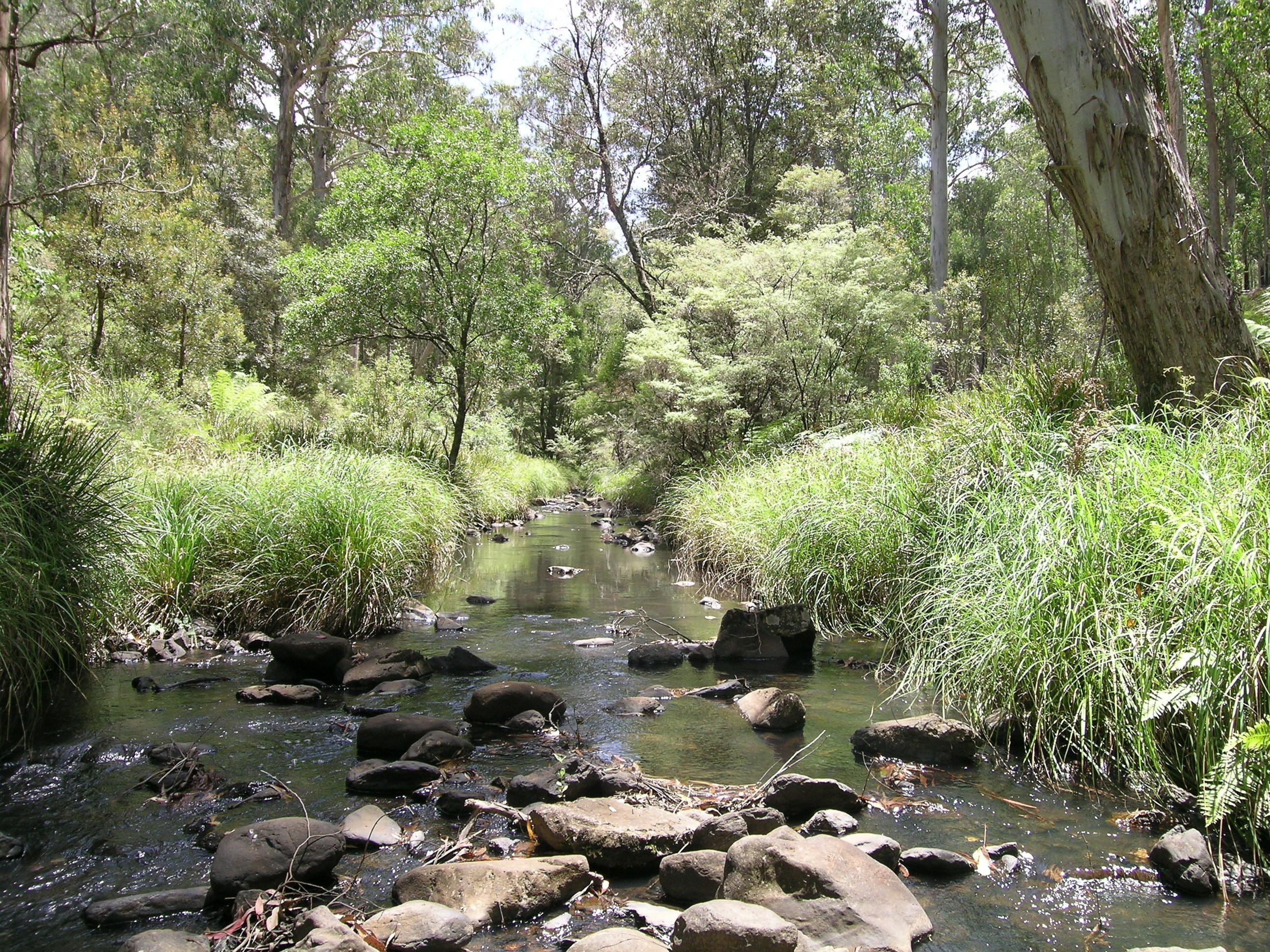
Parco nazionale di Werrikimbe
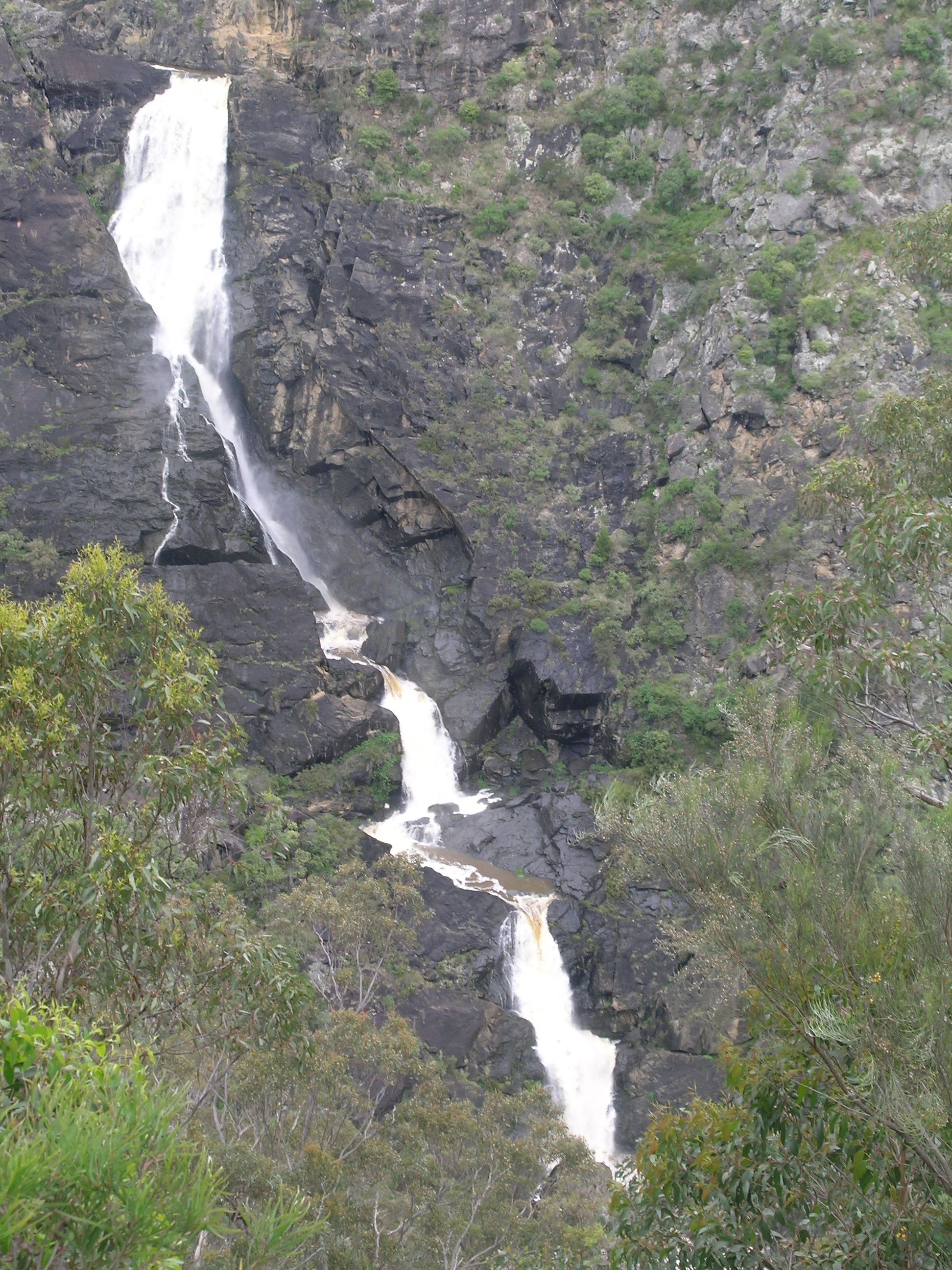
Cascate Tia
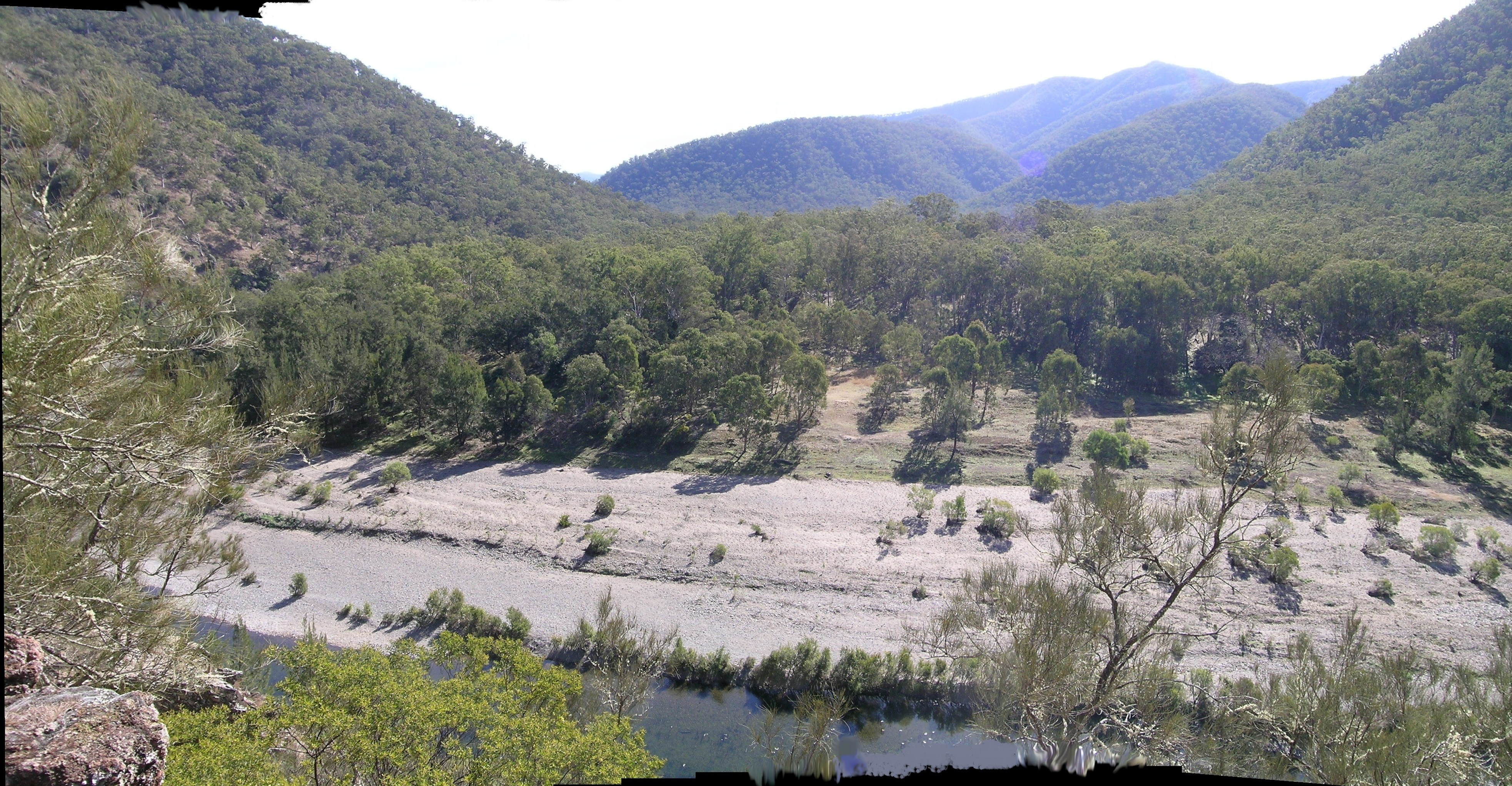
Il fiume Macley a Oven Camp, Oxley Wild Rivers National Park
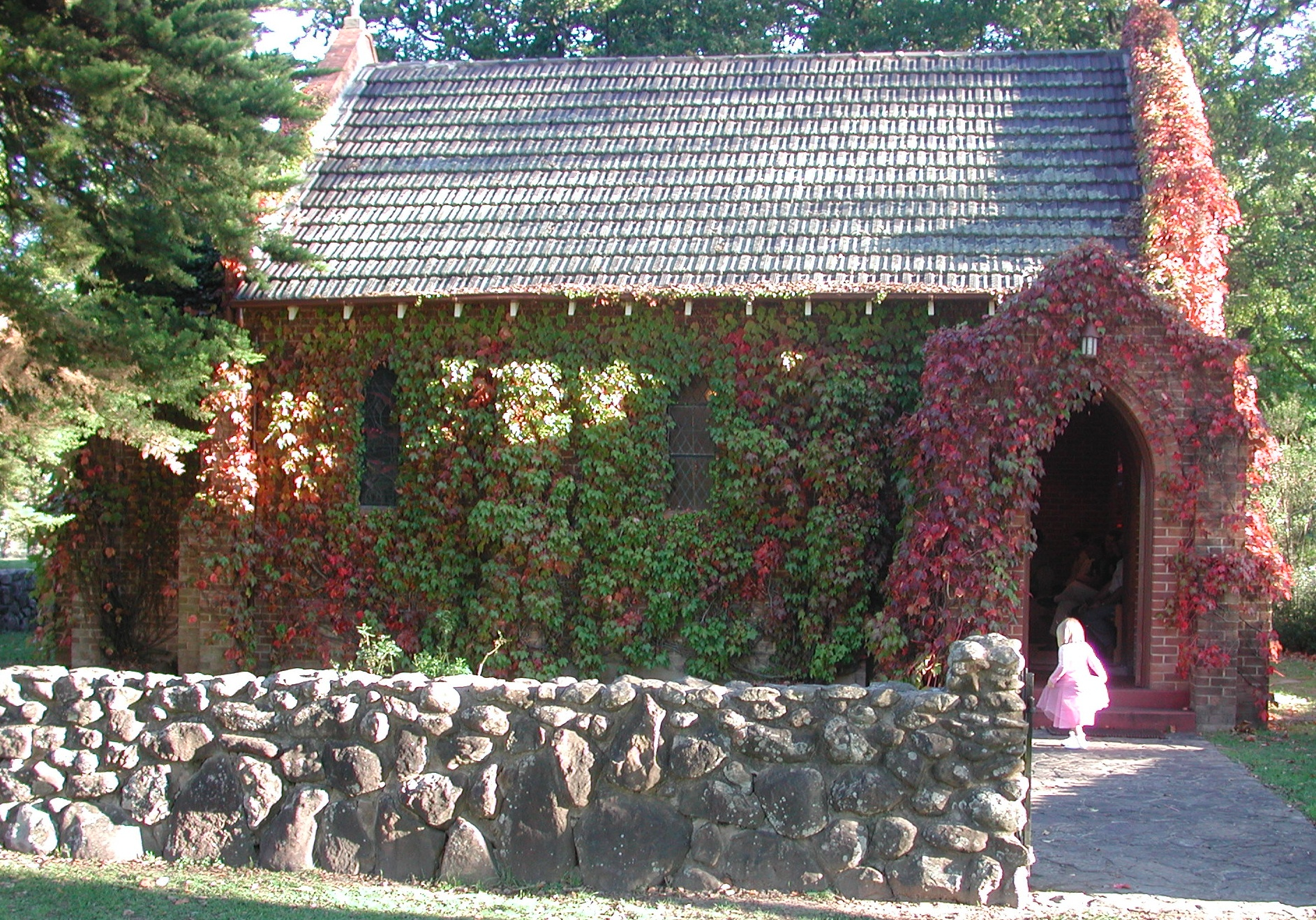
Gostwyck Chapel, Uralla
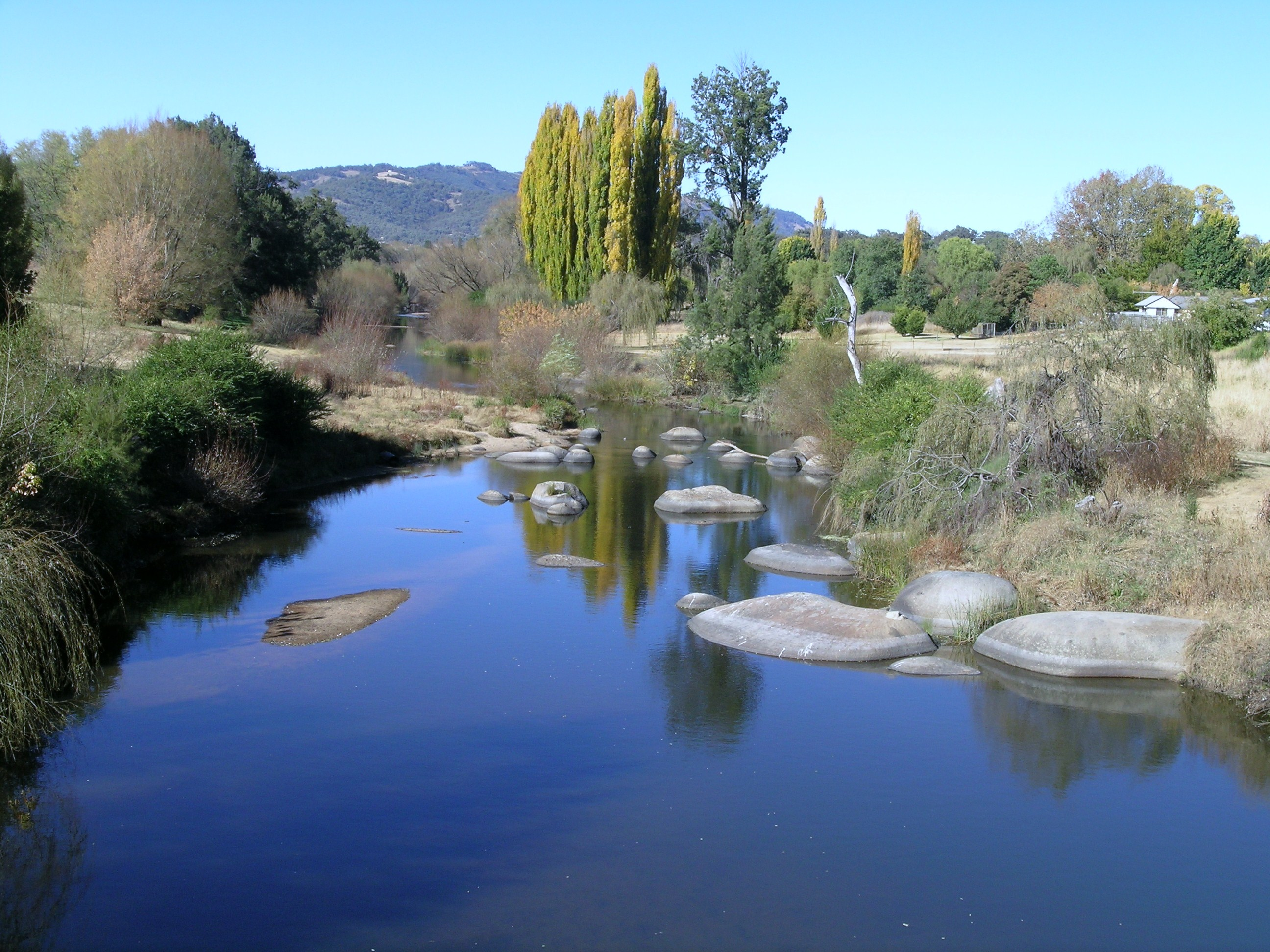
Il fiume Macdonald a Bendemeer
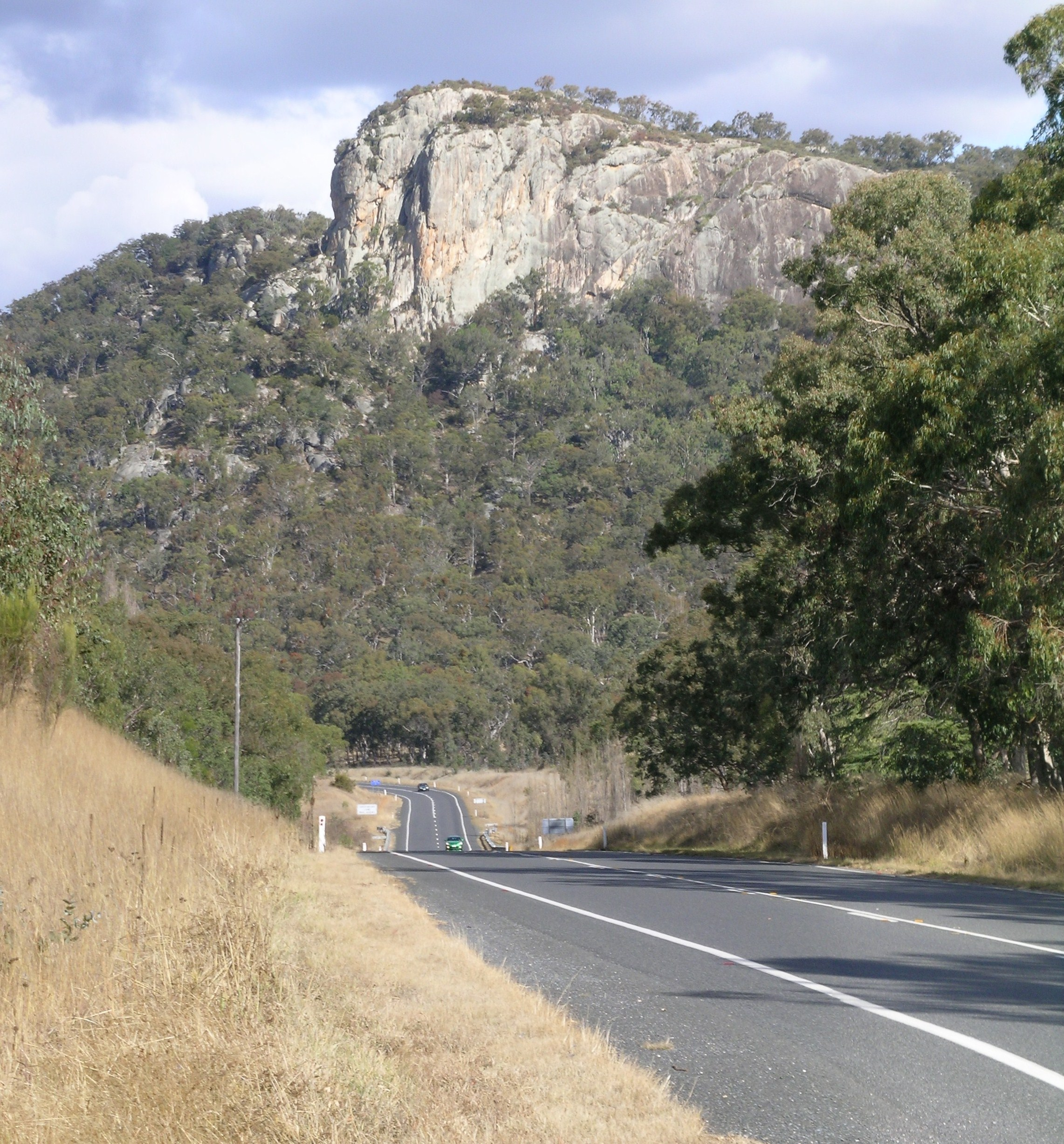
Bluff Rock, New England Highway, Tenterfield
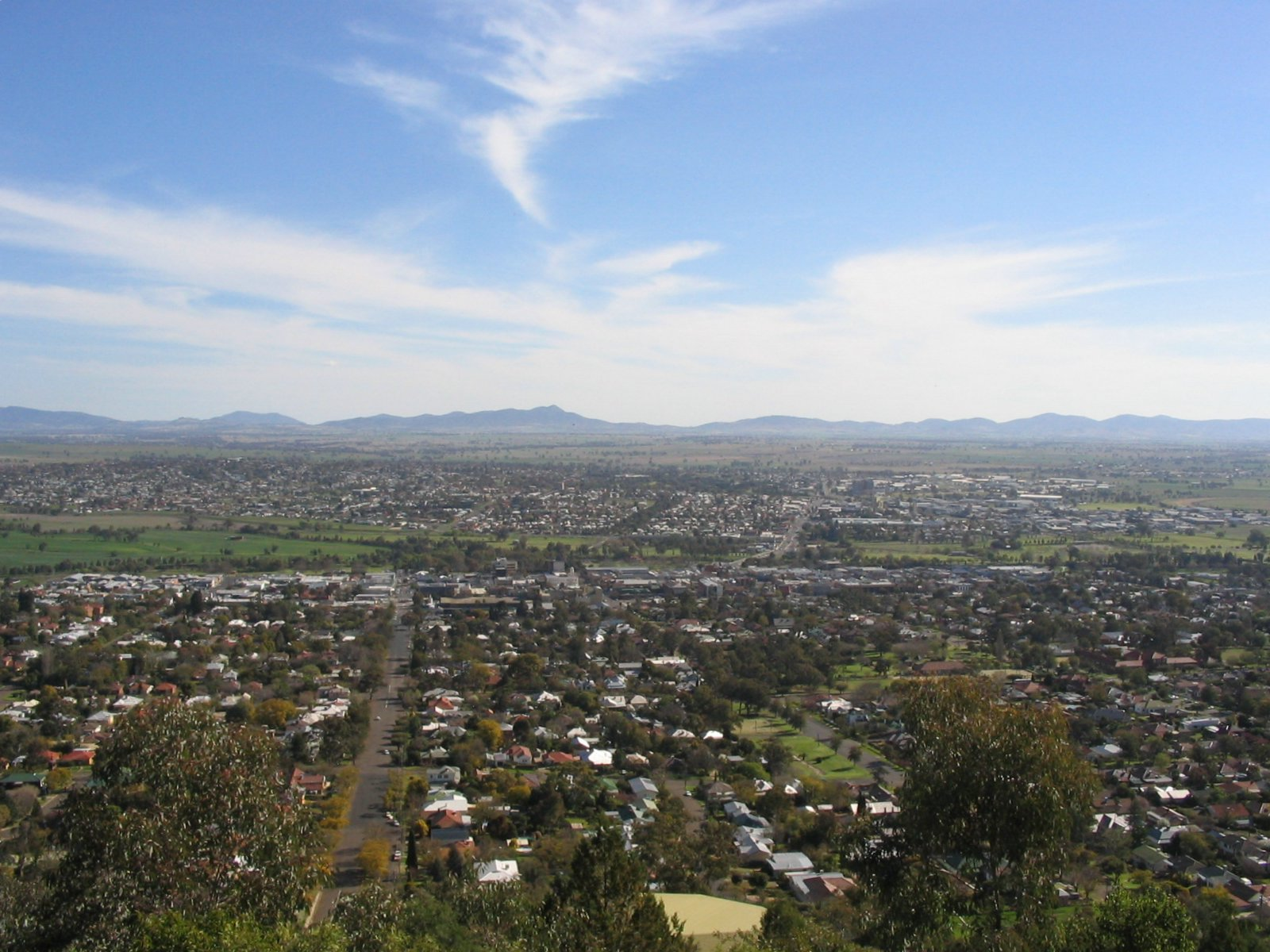
Panorama di Tamworth